# Patrick Brennan
Patrick Joseph "Paddy" Brennan (Irlanda, 29 de juliol de 1877 - Quebec, 1 de maig de 1961) va ser un jugador de Lacrosse irlandès de naixement, però canadenc d'adopció, que va competir a principis del segle xx. El 1908 va prendre part en els Jocs Olímpics de Londres, on guanyà la medalla d'or en la competició per equips de Lacrosse, com a membre de l'equip canadenc. A banda se sap que va estar afiliat al Shamrock Lacrosse Club.